# Edmondo Fabbri
Edmondo Fabbri (Castel Bolognese, 16 novembre 1921 – Castel San Pietro Terme, 8 luglio 1995) è stato un allenatore di calcio e calciatore italiano, di ruolo ala.
Ultimo di cinque figli, quindi sovente citato nelle cronache anche come Fabbri V, era soprannominato Topolino o Mondino. I fratelli erano Raimondo (1908), Amedeo (1910), Everardo (1912) ciclista, e Camillo (IV) che ha militato in serie A con il Bari.

## Caratteristiche tecniche

### Giocatore
Era un'ala rapida.

### Allenatore
Tecnico assai precoce, Fabbri si dimostrò molto preparato sul piano tecnico-tattico e proponeva un'idea di calcio molto avanzata per i tempi: un gioco prettamente offensivo e votato all'attacco, per questo motivo il suo Mantova, protagonista di una grande cavalcata dalla Serie D alla Serie A, venne soprannominato Il Piccolo Brasile per il suo gioco offensivo, bello da vedere e assai moderno per l'epoca

## Carriera

### Giocatore
Iniziò la sua carriera di calciatore nel Forlì e in seguito militò nell'Atalanta per due stagioni e poi nell'Inter. Dopo aver giocato nel periodo bellico nel Faenza, alla fine del conflitto rientrò all'Inter per il campionato 1945-1946. Con i nerazzurri di Milano disputò due campionati, per poi approdare, nel 1947, all'appena costituita Sampdoria. Giocò successivamente ancora a Bergamo e poi nel Brescia e nel Parma, dove concluse la sua esperienza agonistica.
Nel 1942 vantò una presenza nella Nazionale giovanile.

### Allenatore

Fabbri (a sinistra) alla guida della Nazionale nel 1962, assieme al capitano Maldini, Pascutti, Orlando, Fogli e Sormani.

Iniziò la carriera di allenatore nel 1957, chiamato alla guida del Mantova in Serie D, e in quattro anni portò i virgiliani nella massima categoria: la compagine allenata da Fabbri si guadagnò, grazie al suo gioco offensivo, l'appellativo di Piccolo Brasile, e il tecnico vinse nel 1962 il premio Seminatore d'Oro. Lasciata la panchina mantovana nello stesso anno, in un primo momento Fabbri fu vicino a sostituire Helenio Herrera all'Inter e successivamente fu scelto dalla FIGC come commissario tecnico dell'Italia, circostanza che lo spinse a rinunciare a un contratto quasi firmato col Verona.
Secondo Edmondo Fabbri, l'insuccesso della Nazionale nella Coppa del Mondo 1966 andava attribuito a un complotto ordito da Artemio Franchi, il capo delegazione degli Azzurri, con l'appoggio dello staff sanitario: la tesi era che Franchi avrebbe ordinato a Fino Fini, medico della squadra, di assopire i giocatori ricorrendo a una sostanza dopante di colore rosa. Successivamente, Fabbri minimizzò la gravità delle sue accuse, portando come giustificazione il turbamento emotivo dovuto al deludente esito dei Mondiali, ma ciò non gli evitò una squalifica da parte del Consiglio federale; a pesare sulla decisione fu anche l'impossibilità di conciliare le affermazioni del CT con quelle dei calciatori.
La controversia tornò in risalto nel 2022, quando Sandro Mazzola, uno dei giocatori della Nazionale del 1966, sostenne in un'intervista che la denuncia di Fabbri era veritiera:
Fautore della complementarità tra i calciatori del Bologna di Bernardini e della Grande Inter, le due principali squadre italiane del periodo, resse il timone degli Azzurri fino ai mondiali inglesi del 1966, nei quali, dopo una vittoria iniziale contro il Cile, arrivarono due sconfitte, tra cui quella con la Corea del Nord per 1-0, che costarono alla Nazionale l'eliminazione e al tecnico il posto di CT. Il post-Corea fu traumatico: quando gli azzurri tornati in patria sbarcarono all'aeroporto di Genova, furono bersagliati da un lancio di pomodori e uova marce; Fabbri restò per un’ora a bordo dell’aereo parcheggiato sulla pista prima di uscire accompagnato dalla scorta. In seguito, cercò di spiegare quella disfatta adombrando una cospirazione ai suoi danni; questa dichiarazione, unita all'accusa che lanciò alla Federcalcio d'aver abbandonato la nazionale al proprio destino e di aver scaricato ogni responsabilità su di lui, lo portò ad essere squalificato per sei mesi il 21 dicembre 1966.
Nel 1967, una volta scontato lo stop, fu chiamato da Orfeo Pianelli sulla panchina del Torino: con i granata Edmondo Fabbri vinse, nel 1968, una Coppa Italia. La stessa impresa gli riuscì ancora, un paio di stagioni dopo, alla guida del Bologna. In seguito allenò il Cagliari, ancora il Torino e poi Ternana, Reggiana e Pistoiese con cui visse agli inizi degli anni 1980 un ritorno in Serie A. La sua carriera finì quando, dopo la sfida contro l'Inter persa dai toscani per 1-2, definì l'arbitro Arnaldo Prati «un noto incapace, un ambizioso incompetente, vittima di sudditanza psicologica verso le grandi»: venne squalificato per sette mesi e, al termine della stagione, non ricevette più alcun incarico.
Morì nel 1995 all'età di 73 anni.
Nel 2022 per la prima volta il Museo del Calcio, che ha sede a Coverciano, ha esposto tre cimeli appartenuti a Fabbri. Da quell'anno Edmondo Fabbri è presente nell'esposizione permanente dei personaggi più rappresentativi del calcio italiano.

## Statistiche

### Statistiche da allenatore
In grassetto le competizioni vinte.

#### Club
| Stagione        | Squadra         | Campionato      | Campionato | Campionato | Campionato | Campionato | Coppe nazionali | Coppe nazionali | Coppe nazionali | Coppe nazionali | Coppe nazionali | Coppe continentali | Coppe continentali | Coppe continentali | Coppe continentali | Coppe continentali | Altre coppe | Altre coppe | Altre coppe | Altre coppe | Altre coppe | Totale | Totale | Totale | Totale | % Vittorie | Piazzamento |
| Stagione        | Squadra         | Comp            | G          | V          | N          | P          | Comp            | G               | V               | N               | P               | Comp               | G                  | V                  | N                  | P                  | Comp        | G           | V           | N           | P           | G      | V      | N      | P      | %          | Piazzamento |
| --------------- | --------------- | --------------- | ---------- | ---------- | ---------- | ---------- | --------------- | --------------- | --------------- | --------------- | --------------- | ------------------ | ------------------ | ------------------ | ------------------ | ------------------ | ----------- | ----------- | ----------- | ----------- | ----------- | ------ | ------ | ------ | ------ | ---------- | ----------- |
| 1955-1956       | Mantova         | IV              | 34         | 20         | 7          | 7          | -               | -               | -               | -               | -               | -                  | -                  | -                  | -                  | -                  | -           | -           | -           | -           | -           | 34     | 20     | 7      | 7      | 58,82      | 3°          |
| 1956-1957       | Mantova         | IV              | 34         | 19         | 8          | 7          | -               | -               | -               | -               | -               | -                  | -                  | -                  | -                  | -                  | -           | -           | -           | -           | -           | 34     | 19     | 8      | 7      | 55,88      | 2°          |
| 1957-1958       | Mantova         | D               | 30+4       | 18+2       | 9          | 3+2        | -               | -               | -               | -               | -               | -                  | -                  | -                  | -                  | -                  | -           | -           | -           | -           | -           | 34     | 20     | 9      | 5      | 58,82      | 1° (prom.)  |
| 1958-1959       | Mantova         | C               | 40+1       | 24+1       | 10         | 6          | CI              | 3               | 2               | 0               | 1               | -                  | -                  | -                  | -                  | -                  | -           | -           | -           | -           | -           | 44     | 27     | 10     | 7      | 61,36      | 1° (prom.)  |
| 1959-1960       | Mantova         | B               | 38         | 15         | 9          | 14         | CI              | 1               | 0               | 0               | 1               | -                  | -                  | -                  | -                  | -                  | -           | -           | -           | -           | -           | 39     | 15     | 9      | 15     | 38,46      | 5°          |
| 1960-1961       | Mantova         | B               | 38         | 18         | 13         | 7          | CI              | 1               | 0               | 0               | 1               | -                  | -                  | -                  | -                  | -                  | -           | -           | -           | -           | -           | 39     | 18     | 13     | 8      | 46,15      | 2° (prom.)  |
| 1961-1962       | Mantova         | A               | 34         | 12         | 8          | 14         | CI              | 5               | 4               | 0               | 1               | -                  | -                  | -                  | -                  | -                  | -           | -           | -           | -           | -           | 39     | 16     | 8      | 15     | 41,03      | 9°          |
| Totale Mantova  | Totale Mantova  | Totale Mantova  | 248+5      | 126+3      | 64         | 58+2       |                 | 10              | 6               | 0               | 4               |                    | -                  | -                  | -                  | -                  |             | -           | -           | -           | -           | 263    | 135    | 64     | 64     | 51,33      |             |
| 1967-1968       | Torino          | A               | 30         | 12         | 8          | 10         | CI              | 10              | 6               | 4               | 0               | -                  | -                  | -                  | -                  | -                  | Int         | 4           | 1           | 1           | 2           | 44     | 19     | 13     | 12     | 43,18      | 7°          |
| 1968-1969       | Torino          | A               | 30         | 11         | 11         | 8          | CI              | 11              | 5               | 4               | 2               | CdC                | 4                  | 1                  | 0                  | 3                  | -           | -           | -           | -           | -           | 45     | 17     | 15     | 13     | 37,78      | 6°          |
| 1969-1970       | Bologna         | A               | 30         | 6          | 16         | 8          | CI              | 12              | 8               | 3               | 1               | -                  | -                  | -                  | -                  | -                  | -           | -           | -           | -           | -           | 42     | 14     | 19     | 9      | 33,33      | 10°         |
| 1970-1971       | Bologna         | A               | 30         | 10         | 14         | 6          | CI              | 3               | 1               | 1               | 1               | CdC                | 2                  | 0                  | 2                  | 0                  | CdL+CAI     | 2+5         | 1+3         | 1+1         | 0+1         | 42     | 15     | 19     | 8      | 35,71      | 5°          |
| 1971-feb. 1972  | Bologna         | A               | 18         | 4          | 6          | 8          | CI              | 4               | 4               | 0               | 0               | CU                 | 4                  | 1                  | 3                  | 0                  | -           | -           | -           | -           | -           | 26     | 9      | 9      | 8      | 34,62      | Eson.       |
| Totale Bologna  | Totale Bologna  | Totale Bologna  | 78         | 20         | 36         | 22         |                 | 19              | 13              | 4               | 2               |                    | 6                  | 1                  | 5                  | 0                  |             | 7           | 4           | 2           | 1           | 110    | 38     | 47     | 25     | 34,55      |             |
| 1972-1973       | Cagliari        | A               | 30         | 9          | 11         | 10         | CI              | 10              | 5               | 1               | 4               | CU                 | 2                  | 0                  | 0                  | 2                  | -           | -           | -           | -           | -           | 42     | 14     | 12     | 16     | 33,33      | 8°          |
| mar.-giu. 1974  | Torino          | A               | 11         | 5          | 5          | 1          | CI              | 0               | 0               | 0               | 0               | CU                 | 0                  | 0                  | 0                  | 0                  | -           | -           | -           | -           | -           | 11     | 5      | 5      | 1      | 45,45      | Sub. 5°     |
| 1974-1975       | Torino          | A               | 30         | 11         | 13         | 6          | CI              | 10              | 7               | 1               | 2               | CU                 | 2                  | 0                  | 1                  | 1                  | -           | -           | -           | -           | -           | 42     | 18     | 15     | 9      | 42,86      | 6°          |
| Totale Torino   | Totale Torino   | Totale Torino   | 101        | 39         | 37         | 25         |                 | 31              | 18              | 9               | 4               |                    | 6                  | 1                  | 1                  | 4                  |             | 4           | 1           | 1           | 2           | 142    | 59     | 48     | 35     | 41,55      |             |
| nov. 1975-1976  | Ternana         | B               | 29         | 9          | 13         | 7          | CI              | 0               | 0               | 0               | 0               | -                  | -                  | -                  | -                  | -                  | -           | -           | -           | -           | -           | 29     | 9      | 13     | 7      | 31,03      | Sub. 15°    |
| ago.-dic. 1976  | Ternana         | B               | 11         | 3          | 2          | 6          | CI              | 4               | 1               | 1               | 2               | -                  | -                  | -                  | -                  | -                  | -           | -           | -           | -           | -           | 15     | 4      | 3      | 8      | 26,67      | Eson.       |
| Totale Ternana  | Totale Ternana  | Totale Ternana  | 40         | 12         | 15         | 13         |                 | 4               | 1               | 1               | 2               |                    | -                  | -                  | -                  | -                  |             | -           | -           | -           | -           | 44     | 13     | 16     | 15     | 29,55      |             |
| Totale carriera | Totale carriera | Totale carriera | 497+5      | 206+3      | 163        | 128+2      |                 | 74              | 43              | 15              | 16              |                    | 14                 | 2                  | 6                  | 6                  |             | 11          | 5           | 3           | 3           | 601    | 259    | 187    | 155    | 43,09      |             |

#### Nazionale
| Squadra | Naz               | dall'            | al             | Record | Record | Record | Record     | Record | Record | Record | Record |
| G       | V                 | N                | P              | GF     | GS     | DR     | % Vittorie |        |        |        |        |
| ------- | ----------------- | ---------------- | -------------- | ------ | ------ | ------ | ---------- | ------ | ------ | ------ | ------ |
| Italia  | Italia (bandiera) | 11 novembre 1962 | 19 luglio 1966 | 29     | 18     | 6      | 5          | 63     | 18     | +45    | 62,07  |

#### Nazionale nel dettaglio
| 1962-1963        | Italia        | Qual. Euro 1964     | Non qualificato              | 4  | 2  | 1 | 1 | 50,00 | 8  | 3  | +5  |
| 1964-1965        | Italia        | Qual. Mondiale 1966 | 1º nel Gruppo 8, qualificato | 6  | 4  | 1 | 1 | 66,67 | 17 | 3  | +14 |
| Luglio 1966      | Italia        | Mondiale 1966       | Eliminato dopo il 1º turno   | 3  | 1  | 0 | 2 | 33,33 | 2  | 2  | 0   |
| Dal 1962 al 1966 | Italia        | Amichevoli          |                              | 16 | 11 | 4 | 1 | 68,75 | 36 | 10 | +26 |
| Totale Italia    | Totale Italia | Totale Italia       | Totale Italia                | 29 | 18 | 6 | 5 | 62,07 | 63 | 18 | +45 |

#### Panchine da commissario tecnico della nazionale italiana
| Cronologia completa delle presenze e delle reti in nazionale ― Italia | Cronologia completa delle presenze e delle reti in nazionale ― Italia | Cronologia completa delle presenze e delle reti in nazionale ― Italia | Cronologia completa delle presenze e delle reti in nazionale ― Italia | Cronologia completa delle presenze e delle reti in nazionale ― Italia | Cronologia completa delle presenze e delle reti in nazionale ― Italia | Cronologia completa delle presenze e delle reti in nazionale ― Italia             | Cronologia completa delle presenze e delle reti in nazionale ― Italia |
| Data                                                                  | Città                                                                 | In casa                                                               | Risultato                                                             | Ospiti                                                                | Competizione                                                          | Reti                                                                              | Note                                                                  |
| --------------------------------------------------------------------- | --------------------------------------------------------------------- | --------------------------------------------------------------------- | --------------------------------------------------------------------- | --------------------------------------------------------------------- | --------------------------------------------------------------------- | --------------------------------------------------------------------------------- | --------------------------------------------------------------------- |
| 11-11-1962                                                            | Vienna                                                                | Austria                                                               | 1 – 2                                                                 | Italia                                                                | Amichevole                                                            | 2 Ezio Pascutti                                                                   | Cap:C. Maldini                                                        |
| 2-12-1962                                                             | Bologna                                                               | Italia                                                                | 6 – 0                                                                 | Turchia                                                               | Qual. Euro 1964                                                       | 4 Alberto Orlando 2 Gianni Rivera                                                 | Cap:C. Maldini                                                        |
| 27-3-1963                                                             | Istanbul                                                              | Turchia                                                               | 0 – 1                                                                 | Italia                                                                | Qual. Euro 1964                                                       | Angelo Benedicto Sormani                                                          | Cap:C. Maldini                                                        |
| 12-5-1963                                                             | Milano                                                                | Italia                                                                | 3 – 0                                                                 | Brasile                                                               | Amichevole                                                            | Giacomo Bulgarelli Alessandro Mazzola Angelo Benedicto Sormani                    | Cap:C. Maldini                                                        |
| 9-6-1963                                                              | Vienna                                                                | Austria                                                               | 0 – 1                                                                 | Italia                                                                | Amichevole                                                            | Giovanni Trapattoni                                                               | Cap:C. Maldini                                                        |
| 13-10-1963                                                            | Mosca                                                                 | Unione Sovietica                                                      | 2 – 0                                                                 | Italia                                                                | Qual. Euro 1964                                                       | -                                                                                 | Cap:C. Maldini                                                        |
| 10-11-1963                                                            | Roma                                                                  | Italia                                                                | 1 – 1                                                                 | Unione Sovietica                                                      | Qual. Euro 1964                                                       | Gianni Rivera                                                                     | Cap:S. Salvadore                                                      |
| 14-12-1963                                                            | Torino                                                                | Italia                                                                | 1 – 0                                                                 | Austria                                                               | Amichevole                                                            | Gianni Rivera                                                                     | Cap:S. Salvadore                                                      |
| 11-4-1964                                                             | Firenze                                                               | Italia                                                                | 0 – 0                                                                 | Cecoslovacchia                                                        | Amichevole                                                            | -                                                                                 | Cap:S. Salvadore                                                      |
| 10-5-1964                                                             | Losanna                                                               | Svizzera                                                              | 1 – 3                                                                 | Italia                                                                | Amichevole                                                            | Mario Corso Alessandro Mazzola Gianni Rivera                                      | Cap:S. Salvadore                                                      |
| 4-11-1964                                                             | Genova                                                                | Italia                                                                | 6 – 1                                                                 | Finlandia                                                             | Qual. Mondiali 1966                                                   | 2 Alessandro Mazzola Giacomo Bulgarelli Giacinto Facchetti Gianni Rivera autorete | Cap:G. Rivera                                                         |
| 5-12-1964                                                             | Bologna                                                               | Italia                                                                | 3 – 1                                                                 | Danimarca                                                             | Amichevole                                                            | 2 Ezio Pascutti Giacomo Bulgarelli                                                | Cap:G. Rivera                                                         |
| 13-3-1965                                                             | Amburgo                                                               | Germania Ovest                                                        | 1 – 1                                                                 | Italia                                                                | Amichevole                                                            | Alessandro Mazzola                                                                | Cap:G. Rivera                                                         |
| 18-4-1965                                                             | Varsavia                                                              | Polonia                                                               | 0 – 0                                                                 | Italia                                                                | Qual. Mondiali 1966                                                   | -                                                                                 | Cap:G. Rivera                                                         |
| 1-5-1965                                                              | Firenze                                                               | Italia                                                                | 4 – 1                                                                 | Galles                                                                | Amichevole                                                            | 2 Giovanni Lodetti Paolo Barison Cosimo Nocera                                    | Cap:S. Salvadore                                                      |
| 16-6-1965                                                             | Malmö                                                                 | Svezia                                                                | 2 – 2                                                                 | Italia                                                                | Amichevole                                                            | Alessandro Mazzola Ezio Pascutti                                                  | Cap:S. Salvadore                                                      |
| 23-6-1965                                                             | Helsinki                                                              | Finlandia                                                             | 0 – 2                                                                 | Italia                                                                | Qual. Mondiali 1966                                                   | 2 Alessandro Mazzola                                                              | Cap:S. Salvadore                                                      |
| 27-6-1965                                                             | Budapest                                                              | Ungheria                                                              | 2 – 1                                                                 | Italia                                                                | Amichevole                                                            | Alessandro Mazzola                                                                | Cap:S. Salvadore                                                      |
| 1-11-1965                                                             | Roma                                                                  | Italia                                                                | 6 – 1                                                                 | Polonia                                                               | Qual. Mondiali 1966                                                   | 3 Paolo Barison Alessandro Mazzola Bruno Mora Gianni Rivera                       | Cap:S. Salvadore                                                      |
| 9-11-1965                                                             | Glasgow                                                               | Scozia                                                                | 1 – 0                                                                 | Italia                                                                | Qual. Mondiali 1966                                                   | -                                                                                 | Cap:S. Salvadore                                                      |
| 7-12-1965                                                             | Napoli                                                                | Italia                                                                | 3 – 0                                                                 | Scozia                                                                | Qual. Mondiali 1966                                                   | Giacinto Facchetti Bruno Mora Ezio Pascutti                                       | Cap:S. Salvadore                                                      |
| 19-3-1966                                                             | Parigi                                                                | Francia                                                               | 0 – 0                                                                 | Italia                                                                | Amichevole                                                            | -                                                                                 | Cap:S. Salvadore                                                      |
| 14-6-1966                                                             | Bologna                                                               | Italia                                                                | 6 – 1                                                                 | Bulgaria                                                              | Amichevole                                                            | 2 Francesco Rizzo Paolo Barison Alessandro Mazzola Luigi Meroni Marino Perani     | Cap:S. Salvadore                                                      |
| 18-6-1966                                                             | Milano                                                                | Italia                                                                | 1 – 0                                                                 | Austria                                                               | Amichevole                                                            | Tarcisio Burgnich                                                                 | Cap:G. Bulgarelli                                                     |
| 22-6-1966                                                             | Torino                                                                | Italia                                                                | 3 – 0                                                                 | Argentina                                                             | Amichevole                                                            | 2 Ezio Pascutti Luigi Meroni                                                      | Cap:S. Salvadore                                                      |
| 29-6-1966                                                             | Firenze                                                               | Italia                                                                | 5 – 0                                                                 | Messico                                                               | Amichevole                                                            | 2 Giacomo Bulgarelli 2 Gianni Rivera Alessandro Mazzola                           | Cap:S. Salvadore                                                      |
| 13-7-1966                                                             | Sunderland                                                            | Italia                                                                | 2 – 0                                                                 | Cile                                                                  | Mondiali 1966 - 1º turno                                              | Paolo Barison Alessandro Mazzola                                                  | Cap:S. Salvadore                                                      |
| 16-7-1966                                                             | Sunderland                                                            | Unione Sovietica                                                      | 1 – 0                                                                 | Italia                                                                | Mondiali 1966 - 1º turno                                              | -                                                                                 | Cap:S. Salvadore                                                      |
| 19-7-1966                                                             | Middlesbrough                                                         | Corea del Nord                                                        | 1 – 0                                                                 | Italia                                                                | Mondiali 1966 - 1º turno                                              | -                                                                                 | Cap:G. Bulgarelli                                                     |
| Totale                                                                |                                                                       | Presenze                                                              | 29                                                                    |                                                                       | Reti                                                                  | 63                                                                                |                                                                       |

## Palmarès

### Giocatore

#### Club
- Campionato italiano Serie C: 1

Parma: 1953-1954

### Allenatore

#### Club

##### Competizioni nazionali
- Campionato italiano Serie C: 1

Mantova: 1958-1959
- Campionato Interregionale: 1

Mantova: 1957-1958
- Coppa Italia: 2

Torino: 1967-1968
Bologna: 1969-1970

##### Competizioni internazionali
- Coppa di Lega Italo-Inglese: 1

Bologna: 1970

#### Individuale
- Seminatore d'oro: 1

1961-1962